# Arnaud Beauville
Arnaud Beauville (* 10. Mai 1947 in Bologne) ist ein französischer Mathematiker, der sich mit komplexer algebraischer Geometrie beschäftigt.

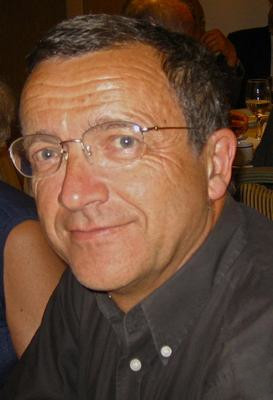
Arnaud Beauville (2008)

## Leben
Beauville studierte ab 1966 an der École normale supérieure und wurde 1977 bei Jean-Louis Verdier an der Universität Paris VII (Denis Diderot) promoviert (Variétés de Prym et applications, teilweise veröffentlicht in Prym Varieties and the Schottky Problem, Inventiones Mathematicae, Bd. 41, 1977, S. 149). Er war Professor an der Universität Angers und an der Universität Paris-Süd XI in Orsay und ist zurzeit Professor an der Universität Nizza Sophia-Antipolis (Laboratoire J.-A. Dieudonné des CNRS).
Beauville beschäftigt sich unter anderem mit dem Schottky-Problem, das heißt der Charakterisierung der Jacobi-Varietäten unter den abelschen Varietäten, algebraischen Flächen, Verbindungen der algebraischen Geometrie zur konformen Feldtheorie.
1986 war er Invited Speaker auf dem Internationalen Mathematikerkongress (International Congress of Mathematicians, ICM) in Berkeley (Geometrischer Zugang zum Schottkyproblem). Für 2013 wurde ihm der Prix Ampère zugesprochen. Er ist Fellow der American Mathematical Society. 2016 wurde er zum Mitglied der Academia Europaea gewählt.
Er ist Mitglied von Bourbaki.
Zu seinen Doktoranden zählen Claire Voisin und Olivier Debarre.

## Schriften
- Complex algebraic surfaces. = Surfaces algébriques complexes (= London Mathematical Society. Lecture Note Series. 68). Cambridge University Press, Cambridge u. a. 1983, ISBN 0-521-28815-0.
- Le problème de Schottky et la conjecture de Novikov. In: Séminaire Bourbaki. Exposés. Nr. 669–685, 1986/1987 = Astérisque. Nr. 152–153, 1987, S. 101–112, (Digitalisat (PDF; 1,03 MB)).
- Riemannian holonomy and algebraic geometry. In: L´Enseignement Mathématique. Bd. 53, 2007, S. 97–126, (Online).